# Juantxo García-Mauriño
Juan de Dios García-Mauriño Sánchis, conegut com a Juantxo García-Mauriño, (Barcelona, 11 de març de 1964) és un jugador d'hoquei sobre herba català, ja retirat, guanyador d'una medalla olímpica.
Va participar, als 24 anys, en els Jocs Olímpics d'Estiu de 1988 celebrats a Seül (Corea del Sud), on va finalitzar novè en la competició olímpica masculina d'hoquei sobre herba. En els Jocs Olímpics d'Estiu de 1992 celebrats a Barcelona (Catalunya), on aconseguí guanyar un diploma olímpic en finalitzar cinquè en aquesta mateixa competició. Finalment, en els Jocs Olímpics d'Estiu de 1996 realitzats a Atlanta (Estats Units) aconseguí guanyar la medalla de plata en ser derrotat a la final per l'equip neerlandès.
A nivell de clubs ha jugat al Reial Club de Polo de Barcelona, amb qui guanyà dos Campionats de Catalunya (1983, 1984), quatre Copes del Rei  (1982, 1983, 1989, 1996) i una Lliga espanyola (1982). Posteriorment jugà al Amsterdamsche Hockey & Bandy Club (AH&BC).
El 2025 fou reconegut amb el premi Stick per la Història per part de la Federació Catalana de Hockey.